# Mosheim
Mosheim é uma cidade  localizada no estado norte-americano de Tennessee, no Condado de Greene.

## Demografia
Segundo o censo norte-americano de 2000, a sua população era de 1749 habitantes.
Em 2006, foi estimada uma população de 2036, um aumento de 287 (16.4%).

## Geografia
De acordo com o United States Census Bureau tem uma área de
11,0 km², dos quais 11,0 km² cobertos por terra e 0,0 km² cobertos por água. Mosheim localiza-se a aproximadamente 339 m acima do nível do mar.

## Localidades na vizinhança
O diagrama seguinte representa as localidades num raio de 24 km ao redor de Mosheim.